# Springeren (1891)
Springeren – duński torpedowiec z lat 90. XIX wieku. Okręt został zwodowany w 1891 roku w stoczni Orlogsværftet w Kopenhadze, a do służby w Kongelige Danske Marine przyjęto go w lipcu 1891 roku. Jednostka została skreślona z listy floty w marcu 1919 roku.

## Projekt i budowa
Torpedowiec 1. klasy „Springeren” był pierwszą dużą jednostką tej klasy zbudowaną w Danii, a zarazem pierwszym duńskim torpedowcem uzbrojonym w torpedy kalibru 450 mm . Okręt został wykonany z materiałów krajowych, z wyjątkiem siłowni sprowadzonej z Wielkiej Brytanii .
Okręt został zbudowany w stoczni Orlogsværftet w Kopenhadze. Wodowanie odbyło się w 1891 roku.

## Dane taktyczno–techniczne
Okręt był torpedowcem o długości całkowitej 36,27 metra, szerokości całkowitej 3,95 metra i zanurzeniu 2,11 metra . Wyporność normalna wynosiła 87 ton, zaś pełna 89 ton . Okręt napędzany był przez pionową maszynę parową o mocy 800 KM, do której parę dostarczały dwa kotły lokomotywowe . Maksymalna prędkość napędzanej jedną śrubą jednostki wynosiła 17,5 węzła . Okręt zabierał 14 ton węgla.
Uzbrojenie artyleryjskie jednostki składało się z dwóch pojedynczych rewolwerowych działek kalibru 37 mm M1875 L/17 . Okręt wyposażony był w dwie dziobowe wyrzutnie torped kal. 450 mm .
Załoga okrętu składała się z 17 oficerów, podoficerów i marynarzy .

## Służba
„Springeren” został przyjęty do służby w Kongelige Danske Marine w lipcu 1891 roku . W 1916 roku oznaczenie okrętu zmieniono na T1 . Jednostka została wycofana ze służby w marcu 1919 roku .